# مارتن هيلم
مارتن هيلم (مواليد 24 أبريل 1976) هو سياسي إستوني يشغل منصب رئيس حزب الشعب المحافظ الإستوني.